# Krzysztof Rączka
Krzysztof Wojciech Rączka (ur. 28 lipca 1953 w Warszawie) – polski prawnik, doktor habilitowany nauk prawnych, specjalista prawa pracy, profesor nadzwyczajny Uniwersytetu Warszawskiego, w latach 2008–2016 dziekan Wydziału Prawa i Administracji UW. Od 2016 sędzia Sądu Najwyższego.

## Życiorys
W 1976 został zatrudniony w Katedrze Prawa Pracy i Polityki Społecznej Wydziału Prawa i Administracji Uniwersytetu Warszawskiego na stanowisku asystenta profesora Zbigniewa Salwy. W 1983 uzyskał na tym Wydziale stopień naukowy doktora nauk prawnych na podstawie pracy pt. „Dodatek za staż pracy”, nagrodzoną później przez Ministra Pracy, Plac i Spraw Socjalnych. W 1995 uzyskał na WPiA UW stopień doktora habilitowanego na podstawie dorobku naukowego i rozprawy pt. Uczestnictwo pracowników w zarządzaniu przedsiębiorstwami w Polsce. Zatrudniony w Instytucie Nauk Prawno-Administracyjnych WPiA UW. W 1997 objął stanowisko profesora nadzwyczajnego Uniwersytetu Warszawskiego. W latach 2008–2016 pełnił funkcję dziekana Wydziału Prawa i Administracji UW. Został zatrudniony jako nauczyciel akademicki w Wyższej Szkole Administracji Publicznej w Ostrołęce.
W latach 1984–1993 był zatrudniony w Radzie Legislacyjnej przy Prezesie Rady Ministrów, w której był sekretarzem Zespołu Prawa Pracy i Ubezpieczeń Społecznych, a następnie członkiem Zespołu Prawa Cywilnego. W latach 1991–1995 był delegatem na sesje Międzynarodowej Organizacji Pracy.
W latach 1979–1990 był członkiem PZPR.
Jest redaktorem naczelnym miesięcznika „Praca i Zabezpieczenie Społeczne”.
W 2016 powołany został na stanowisko sędziego Sądu Najwyższego.
W 2024 poparł tezę, że wybory korzystają z domniemania ważności.

## Wybrane publikacje
- Dodatek za staż pracy, Warszawa: IPiSS, 1984.
- Kodeks pracy. Komentarz, (współautorka: Małgorzata Gersdorf), Warszawa: Wydawnictwo Prawnicze LexisNexis, 2008 (później kilka kolejnych wydań).
- Ochrona praw człowieka w świetle przepisów prawa pracy i zabezpieczenia społecznego (red. nauk), Warszawa: Wydawnictwo C. H. Beck, 2009[10].